# Mohammed Fellah
Mohammed Fellah (født 24. maj 1989 i Oslo) er en norsk-marokkansk fodboldspiller som har spillet for FC Nordsjælland, men fra 2018 er udlejet til OB. Han spillede tidligere i Vålerenga IF, hvor han var i 7 år, og scorede 24 mål, og kom efterfølgende i Esbjerg fB i august 2013.
Fellah er 1,67 m høj. Han er venstrefodet og spiller midtbane.

## Karriere

### Esbjerg fB
I august 2013 skiftede Fellah til Esbjerg fB, hvor han skrev under på en treårig kontrakt.

### FC Nordsjælland
Mohammed Fellah skiftede fra Esbjerg fB til FC Nordsjælland den 31. maj 2016, hvor han skrev under på en treårig aftale. Han fik sin debut i Superligaen for FCN den 15. juli 2016 i 1. runde af Superligaen 2016-17, da han startede inde og spillede de første 70 minutter i 0-4-sejren ude over Viborg FF.